# Monasterio de Santa María (Puebla de Benifasar)

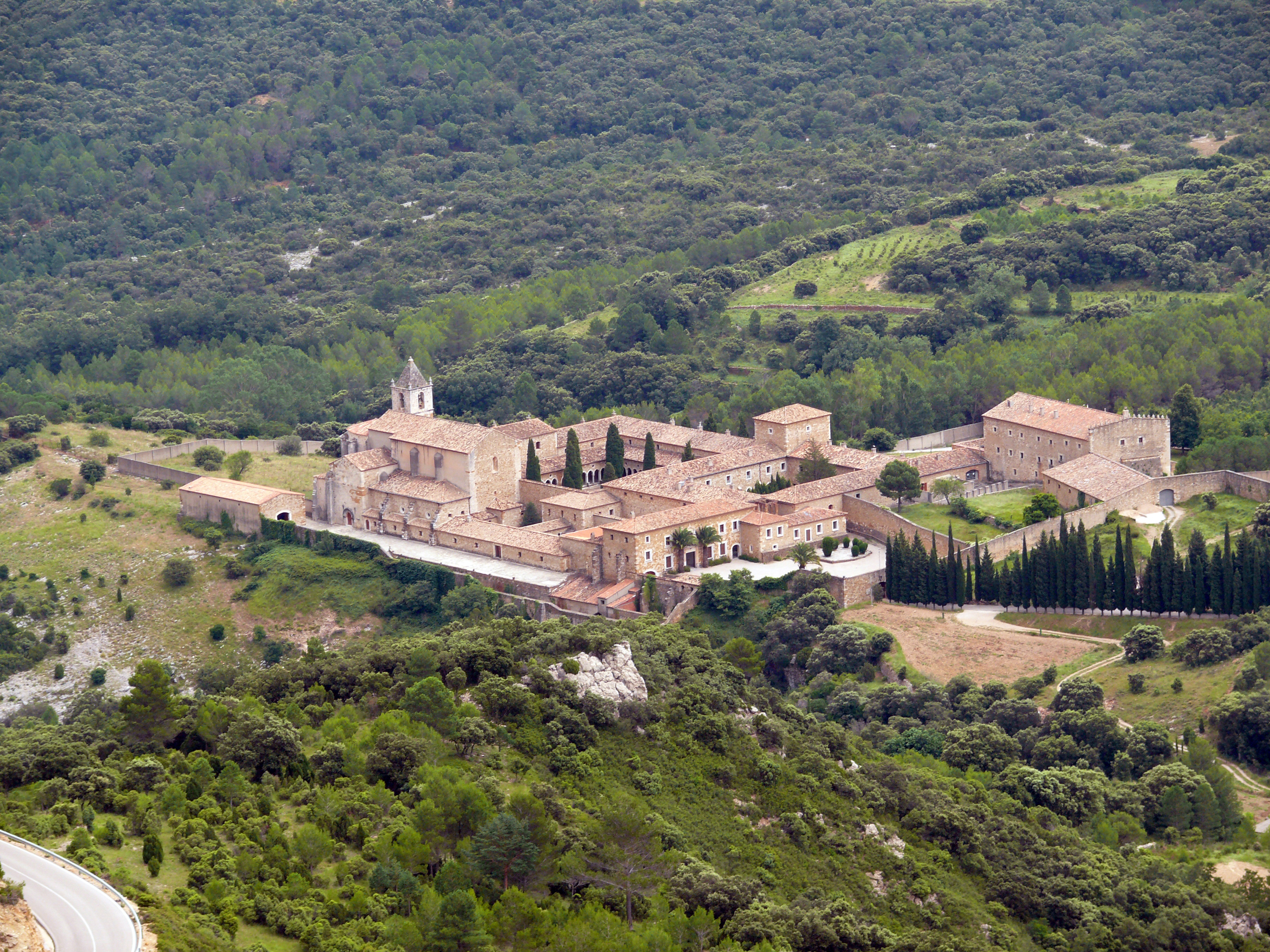
Vista general del monasterio.

El monasterio de Santa María, también llamado cartuja de Santa María, situado en el término municipal de Puebla de Benifasar (Castellón) España. Al noreste del cerro de Santa Escolástica, es un edificio gótico construido en el siglo XIII, con obras pertenecientes a los siglos siguientes XIV, XV y XVI.
En 1208 el rey Pedro II donó el castillo a D. Guillem de Cervera. En 1229, Guillem de Cervera toma hábito en el monasterio cisterciense de Poblet, donando el territorio de su propiedad a esta Orden. En 1233 Jaime I ordena construir un monasterio bajo la advocación de Santa María. 
Los monjes se establecieron provisionalmente en el llano junto al castillo hasta 1250 cuando se terminaron las viviendas en el monasterio cisterciense. 

## Descripción
Se trata de un recinto amurallado con un conjunto de edificaciones de diferentes épocas desde el siglo XIII al XVI, con transformaciones en fechas posteriores. Se edifica según el modelo de Poblet aunque de menor monumentalidad y con algunas diferencias. Tiene elementos del románico tardío como la solución en algunas portadas, arcos torales, perpiaños y formeros de su iglesia y en elementos decorativos de los capiteles. También encontramos elementos góticos en las columnas del claustro, en la estructura de la iglesia y en el claustro mayor. 
Se sabe que bajo la dirección de Pedro Torres, se construyeron el Palacio de abad y el claustro, entre 1316 y 1347. La sala capitular y las dos sacristías, una junto al altar mayor y otra junto al claustro son de finales del siglo XIV. 
En el ala de acceso, orientada hacia el mediodía, se encuentra la puerta real con elementos que todavía recuerdan al románico como es la decoración en damero de la imposta del gran arco. Esta puerta está flanqueada por la zona residencial de los abades, la de los reyes, la hospedería y la capilla. Una vez atravesada la puerta hay un gran espacio a modo de patio, a la izquierda del cual se sitúan varias dependencias y claustros menores con los dormitorios. Junto a la actual entrada hay un pequeño claustro en el que se encuentra una especie de torre cuadrada, de dos cuerpos; el inferior más robusto y macizo, está abierto por un arco apuntado a cada lado; el superior, con doble arco por lado tiene columnillas pareadas en los ángulos, y haces de cuatro en las intermedias. A este espacio se le llama cisterna o depósito de agua, parece ser que era el templete de la fuente ya que los depósitos o cisternas solían ser subterráneos. Cerca de este pequeño claustro se sitúa otro con arcos apainelados y una gran dependencia que es el dormitorio. 
A la derecha de la entrada se encuentra el conjunto monástico que se desarrolla en torno al claustro mayor. Tiene un podio corrido sobre el que se arrancan columnas pareadas alternadas con pilares sobre los que apoyan los arcos apuntados de doble canaladura en el intradós. Los capiteles y las líneas de imposta están decorados con motivos vegetales y rosetas, combinando con motivos figurativos y de animales. Sobre los arcos hay unos óculos que favorecen la iluminación de las galerías. 
En un ala del claustro se sitúan la cocina, el refectorio y otras dependencias. En otra, la sacristía vieja y la sala capitular; esta última levantada a principios del siglo XIV. Es de planta rectangular dividida en dos tramos por un arco apoyado en ménsulas. El acceso es a través de una puerta ojival trilobulada, flanqueada por ventanales geminados con óculos cuatrilobados; está cubierta con bóveda de crucería. 
La iglesia se alza paralela al claustro. Iniciada en 1264 es de una sola nave, con crucero y ábside poligonal, alzados entre 1264 y 1276. La nave fue terminada totalmente en 1460 según planos del maestro Barceló de Vallibona. Al interior columnas adosadas al muro actúan como soportes de arcos formeros apuntados. La cubierta es de bóveda de crucería en la nave, el crucero y en los brazos del mismo. En la cabecera es una bóveda nervada. Tiene la iglesia ventanas ojivales, con una iluminación reducida propia del cisterciense, en los muros laterales y en el ábside. Las capillas laterales así como las del crucero se alojan en cuerpos independientes al exterior, sobresaliendo en altura la nave. En la nave central de la iglesia se hallan el monumental Cristo, talla de 2,20 metros de altura, y la imagen de Nuestra Sra. de Benifaçà, ambas obras del escultor Lluis M. Saumells Panadés. Al exterior la cubierta de la nave es a dos aguas. 
El campanario se encuentra entre el ábside y el crucero en el lado de la epístola. El cuerpo inferior es gótico, los otros dos y el remate en pirámide adquirieron su forma en 1672. La fábrica es de piedra tallada en los muros exteriores y en gran parte de los elementos interiores. 
La decoración se limita a capiteles e impostas predominando los motivos vegetales, aunque también aparecen temas de animales. Hay arcos, escudos abaciales y portadas del siglo XVII. 
En el siglo XVIII, tras la peste y la guerra de Sucesión el monasterio quedó bastante dañado; así en 1708 quedaban tres monjes que eligieron como abad a Roberto Forner en 1708. En 1712 el nuevo abad Raimundo de Reverter rehízo la comunidad, amplió el palacio del abad se añadió el crucero de la iglesia. Con la guerra de Independencia tuvieron que abandonar el monasterio en 1810, para volver en 1814. La desamortización de Mendizábal de 1835 hizo que se perdiese el carácter religioso.
Posteriormente fue restaurado. Fue declarado monumento nacional en 1931. 
Desde 1967 recuperó su carácter religioso, hoy en día  está ocupado por una comunidad de monjas de clausura de la orden de San Bruno. Solo es visitable la iglesia.